# Helicops tapajonicus
Helicops tapajonicus — вид змій родини полозових (Colubridae). Ендемік Бразилії.

## Поширення і екологія
Helicops tapajonicus відомі з двох місцевостей, розташованих в муніципалітеті Сантарем в штаті Пара. Вони живуть у водно-болотних угіддях в гирлі річки Тапажос.